# Johannes Obst
Johannes Obst (* 13. September 1931 in Gleiwitz; † 21. Februar 2024) war ein deutscher Geograph und Hochschullehrer. 

## Leben
Er studierte Geographie und Germanistik an den Universitäten Münster, Innsbruck, Hamburg, Wien und Frankfurt am Main. An der Goethe-Universität wurde er 1959 zum Thema „Kulturlandveränderungen im oberen Vogelsberg“ promoviert. Von 1959 bis 1961 war er wissenschaftlicher Mitarbeiter. Nach der Habilitation 1970 war er von 1971 bis 1996 ordentlicher Professor für Geographie an der Universität Regensburg.

## Schriften (Auswahl)
- Kulturlandveränderungen im oberen Vogelsberg. Ackerschwund-Grünfallen-Auffichten. Frankfurt 1960.
- Statik und Dynamik in der Agrarlandschaft des Jabal al Akhdar, Libyen. Ein Beitrag zur Agrargeographie semi-arider Gebiete. 1969.
- mit Horst Pressler und Anton Schmidt: Markt Schierling, Verkehrsuntersuchung 1988. Regensburg 1988.
- Stadt Neutraubling, Verkehrsgutachten 1989. Regensburg 1989.